# 小行星5885
小行星5885（5885 Apeldoorn）是一颗绕太阳运转的小行星，为主小行星带小行星。该小行星于1973年9月30日发现。

## 轨道参数
小行星5885的轨道半长轴为3.1162598 UA，离心率为0.057。